# オウム真理教ソフト開発業務受注問題
オウム真理教ソフト開発業務受注問題（オウムしんりきょうソフトかいはつぎょうむじゅちゅうもんだい）とは、オウム真理教のダミー会社が政府機関や大企業が絡むコンピューターシステムのソフト開発業務を受注していた問題。

## 概要
オウム真理教のソフト開発会社は一見外部からはオウム真理教と分からないダミー会社となっていたが、出家信者約40人の従業員がインターネットなどで営業活動を展開。価格が通常より3割程度安い割には品質もよく、業界で評判がよかった。教団のソフト開発会社は教団幹部に業務報告が度々行われている等によって教団が実質的に経営し、従業員の給与はお布施という形で吸い上げていた。教団のソフト開発会社は1996年頃に設立されたが、捜査当局の摘発を受けるたびに社名を変更し、1999年7月頃からは法人登記もしないで営業していた。
オウム真理教が受注していたシステム及び情報でメディアで取り上げられたものは以下の通り。
- 警視庁の車両管理システム（警視庁のパトカーや警備車両、捜査車両、幹部の公用車など約5000台の車検や保険、修理の回数のデータ）
- 汎用コンピューター基本システム
- 電子商取引クレジット暗号化入力システム
- 航空経路管理システム
- 全国10ヶ所の陸上自衛隊駐屯地のコンピューターネットワークを接続するためのシステム
- 大手自動車メーカーの「管理職後継者リスト作成システム」（管理職約3000人の役職名と氏名、年齢のデータ）
- 自治省の関係団体や地方職員共済組合が支部から本部への送金データを管理する資金回送システム
- 東京都内私立大学の通信教育業務管理システム
- エネルギー関連会社の検針システム
- 大手報道機関の記事編集システム
- 大手通信教育会社の顧客管理システム
- 大手就職情報会社の刊行物管理システム
- 外国国営企業のプラント製造管理システム

2000年に警察がオウム関連施設へ強制捜査した際の押収資料で、このことが発覚した。元請けである大手のシステムインテグレーターから数社を経て下請けする過程でオウムのダミー会社が上から順に見て約5番目のところでソフト開発を受注していたため、元請けのシステムインテグレーターや政府機関や大企業の依頼者は中々見抜くことができなかった。
地下鉄サリン事件等の無差別テロ事件を起こしたカルト教団であるオウム真理教がコンピューターシステム開発業務を受注することにより、日本の政府機関や基幹産業が絡む様々なシステムや情報を入手できる立場にあったこと、政府機関や大企業が元手となっている資金がカルト教団の資金源の一部になっていたことが問題視された。
発覚後、警察はオウムが関与したシステムを破棄した上でオウムのダミー会社を除外した新システムを発注し直したり、全警察車両のナンバーを変える等して、政府機関や大企業はオウムが受注したソフトについて対策を取ることになった。